# Орсеида
Орсеида (др.-греч. Ὁρσηίς) — в древнегреческой мифологии, — наяда из водопада в регионе Фессалия. 
Дочь бога Океана и супруга царя Эллина. Мать Дора, Ксуфа и Эола.